# Édouard Quéau
Édouard Émile François Quéau, né le 19 avril 1909 à Brest (Finistère) et mort en déportation le 21 mai 1945 à Rotenburg (nord-ouest de l'Allemagne), est un instituteur et résistant français. Directeur de l'école de garçons de Portsall, il est membre de la résistance du secteur Portsall-Ploudalmézeau. Après sa mort, il est gradé sous-lieutenant des Forces françaises de l’Intérieur, décoré de la Légion d'honneur et de la médaille de la Résistance et de la Croix de guerre 1939-1945. Un collège, une rue et une résidence portent son nom à Ploudalmézeau.

## Biographie
Après des études à l'école normale de Quimper, Édouard Quéau devient instituteur et enseigne dans plusieurs établissements scolaires du Finistère. En 1938, il occupe le poste de directeur de l'école primaire pour garçons de Ridiny, à Portsall, localité côtière du nord du département. Homme de culture selon l'écrivain Jean-François Coatmeur, Édouard Quéau tient à ouvrir ses élèves aux arts et à l'observation de la nature, ce qui lui permet de repérer très tôt le talent de François Perhirin (1929-2004), devenu peintre officiel de la marine.
Édouard Quéau est mobilisé en tant qu'adjudant de réserve et instructeur à l'école militaire des Andelys. Il se trouve en banlieue parisienne, à Vitry-sur-Seine lors de l'Armistice, à la suite d'un choix militaire pour contrer l'avancée allemande. Démobilisé, il rentre par la suite en Bretagne, pour reprendre son poste à l'école des garçons.
L'appel du 18 Juin de général de Gaulle le convainc, avec un camarade, de rejoindre la Résistance. Ils tentent de rejoindre l'Angleterre par bateau au port de Camaret, mais les Allemands leur bloquent l'accès. Pour s'opposer aux occupants, Édouard Quéau rejoint le bataillon de Ploudalmézeau et va alors diffuser toutes sortes de journaux et prospectus clandestins, il enseigne la Marseillaise à ses élèves, participe aux opérations de débarquement d'agents de renseignement et au rapatriement d'aviateurs alliés. Pour approcher les défenses ennemies et récupérer de précieuses informations pour les Alliés, il met en place des stratagèmes très imaginatifs. Afin de connaitre le calibre d'un canon allemand situé dans un blockhaus, il demande à son fils de jeter son ballon près de la fortification et de le réclamer aux sentinelles, puis lorsque ces derniers acceptent de le laisser le récupérer, il parvient à repérer le canon et à en déduire son calibre. Mais il n'a cependant jamais participé à des opérations de sabotages, ni à la lutte armée.
Dans la nuit du 5 au 6 juin 1944, le Kommando de Landerneau, récemment constitué pour lutter contre les partisans nord-finistériens de plus en plus nombreux, procède à l'arrestation en masse de plusieurs résistants du réseau auquel appartenait Édouard Quéau, probablement victimes de dénonciation. Il est lui-même arrêté à l'aube dans son logement de fonction à l'école de Ridiny.
Après avoir été transféré non loin de là au manoir de Trouzilit à Tréglonou puis à la Kommandantur de Landerneau, où il garde le silence malgré la torture violente qui lui est infligée, Édouard Quéau est enfermé au camp Margueritte à Rennes (annexe de la prison Jacques Cartier), où il reste pendant deux mois. Il est embarqué dans le dernier train de déportés vers l'Allemagne qui part de Rennes le 3 août, la veille de la libération de la ville. Ce train dit « train de Langeais » est la cible d'un mitraillage par des chasseurs P38 alliés qui permet à plus de 300 prisonniers de s'échapper, mais pas à Édouard Quéau, blessé à la tête, qui doit de nouveau embarquer dans le train pour reprendre le chemin vers Belfort, où les prisonniers du convoi furent dirigés vers trois  camps de concentration. Édouard Quéau est alors incarcéré dans le camp de Neuengamme, non loin de Hambourg, le 1er septembre 1944. Malgré des conditions de vie extrêmes, il fait preuve d'une surprenante volonté de vivre. Il est ensuite affecté au kommando de travail au chantier de la Kriegsmarine à Wilhelmshaven, ville portuaire du nord-ouest de l'Allemagne. Mais face à l'avancée des troupes alliées sur le territoire allemand, Édouard Quéau et les autres prisonniers sont contraints d'évacuer le Kommando et emmenés jusqu'au stalag X-B à Sandbostel, près de Rottenburg, situé à 130 km au sud-ouest. Les forces armées britanniques libèrent le camp le 29 avril 1945. Édouard Quéau meurt du typhus, contracté au camp de Sandbostel, moins d'un mois plus tard le 21 mai, à l'âge de 36 ans.

## Distinctions
À titre posthume
- Chevalier de la Légion d'honneur
- Croix de guerre 1939–1945 avec étoile de bronze
- Médaille de la Résistance française par décret du 3 aout 1946[9]

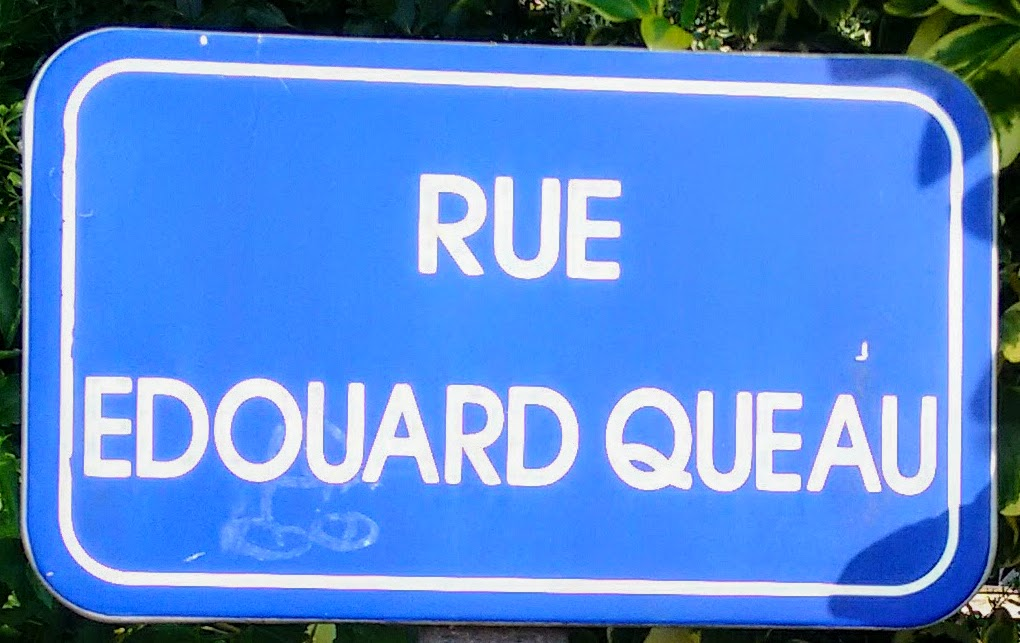
Plaque de rue Édouard Quéau à Portsall Ploudalmézeau.

## Hommages
- Édouard Quéau a donné son nom à une rue et à un collège public situé à Portsall, dans la commune de Ploudalmézeau.
- Deux plaques commémoratives lui sont dédiées, l'une au collège Édouard Quéau de Portsall et l'autre à la résidence Édouard Quéau, un  lotissement construit à l'emplacement de l'école de Ridiny où il fut arrêté et qui fut détruite en 2018. Un espace mémoriel lui sera consacré en 2019 au sein de cette résidence[10].